# Calomicrus vanharteni
Calomicrus vanharteni es una especie de insecto coleóptero de la familia Chrysomelidae.

## Distribución geográfica
Habita en el Yemen continental.